# Лимонний перець
Лимонний перець — гострий злегка закручений цитрусоподібний перець із присмаком лимона, що широко розповсюджений у Перу, де відомий під назвою qillu uchu. Лимонний перець є сортом із виду Ягідний перець, має 60 мм завдовжки та 12 мм завширшки.
Одні люди вважають лимонний перець смачним. Найчастіше перець описують як солодкий, помірно гострий, із присмаком лимона

.

## Опис
Рослини з сорту лимонного перцю є типовими представниками виду Ягідний перець. Першого року їх пагін може досягнути довжини 1.5 — 2 метрів. Рослина росте струнко, злегка галюзячись. Листки темно-зеленого кольору, відносно вузькі, пелюстки білувато-зелені із жовто-зеленими плямами на основі. Лимонний перець є високопродуктивним, за рік одна рослина може надати 100 плодів. Інтервал між запиленням квітів і дозріванням плодів становить близько 80 діб.